# Serra de la Sala
La Serra de la Sala és una serra situada entre els municipis de Sant Mateu de Bages i de Súria, a la comarca catalana del Bages, amb una elevació màxima de 697 metres.